# 董村站
董村站是位于山西省永济市卿头镇董村的一个铁路车站，邮政编码044506。车站建于1957年，有同蒲铁路经过该站，现仅办理货运业务，不办理客运业务。车站及其上下行区间均已电气化。车站距离太原站441公里，距离孟塬站87公里，隶属中国铁路太原局集团，是四等站。